# Малага (баскетбольний клуб)
«Малага» (офіційно — «Унікаха») — іспанський баскетбольний клуб з однойменного міста, заснований у 1977 році. Команда виступає в Лізі АСБ та Євролізі. Головний спонсор команди іспанський банк Унікаха.

## Титули

### Національні змагання
- Чемпіонат Іспанії
  -  Чемпіон (1): 2005/06

- Копа дель Рей де Балонсесто
  -  Володар (3): 2005, 2023, 2025

- Другий дивізіон чемпіонату Іспанії
  -  Чемпіон (2): 1981, 1987

- Кубок Андалусії
  -  Володар (13): 1996, 2001, 2003, 2007, 2008, 2010, 2011, 2012, 2014, 2015, 2016, 2017, 2018

### Європейські змагання
Євроліга
- Володар (1): 2017

Ліга чемпіонів ФІБА
- Володар (2): 2024, 2025

Кубок Корача
- Володар (1): 2001

Євроліга
- Бронзовий призер (1): 2007

## Відомі гравці
- Алекс Абрінес
- Жан Табак
- Стефан Маркович
- Неманья Недович
- Владимир Штимац
- Юджин Джетер
- Тоні Массенбург